# Sébastien de Maillard
Pour les articles homonymes, voir Maillard.
Sébastien de Maillard est un officier français au service de la Russie à la fin du XVIIIe siècle, théoricien de la machine à vapeur.
Il publie Théorie des machines mues par la force de la vapeur en 1783 avec une réédition l'année suivante. À défaut de théorie, son ouvrage montre l'utilisation de modules destinés à contourner les obstacles scientifiques rencontrés. Ses travaux montrent que, comme ses prédécesseurs, il aura des difficultés à acquérir les appareils de mesure pour la chaleur ou la pression.

## Publications (sélection)
- Méthode nouvelle plus courte et plus simple et en bien des cas plus exacte de traiter la mechanique, Vienne, Trattner, 1800.